# Тикума (тяжёлый крейсер)
«Тикума» (яп. 筑摩, по названию верхнего течения реки Синано) — японский тяжёлый крейсер, второй представитель типа «Тонэ». Второй корабль с этим названием в японском военно-морском флоте.
Построен в Нагасаки в 1935—1939 годах. В ходе боевых действий на Тихоокеанском театре Второй мировой войны в конце 1941 — первой половине 1942 годов крейсер участвовал в Гавайской операции, захвате Новой Гвинеи и Нидерландской Ост-Индии, походе в Индийский океан, Мидуэйском сражении. Принимал участие в сражениях авианосных соединений у восточных Соломоновых островов и у островов Санта-Крус. В 1944 году крейсер участвовал в сражениях у Марианских островов и в заливе Лейте, в ходе которого был тяжело повреждён американской авиацией и затоплен японским эсминцем.

## История службы
После вступления в строй «Тикума», вместе с головным кораблём серии — «Тоне», сформировали 8-ю дивизию тяжелых крейсеров. До войны на Тихом океане, корабли успели совершить три похода к берегам Китая и принять участие в большом морском смотре в Иокогаме в честь основания Японской империи.

### От Перл-Харбора до Мидуэя

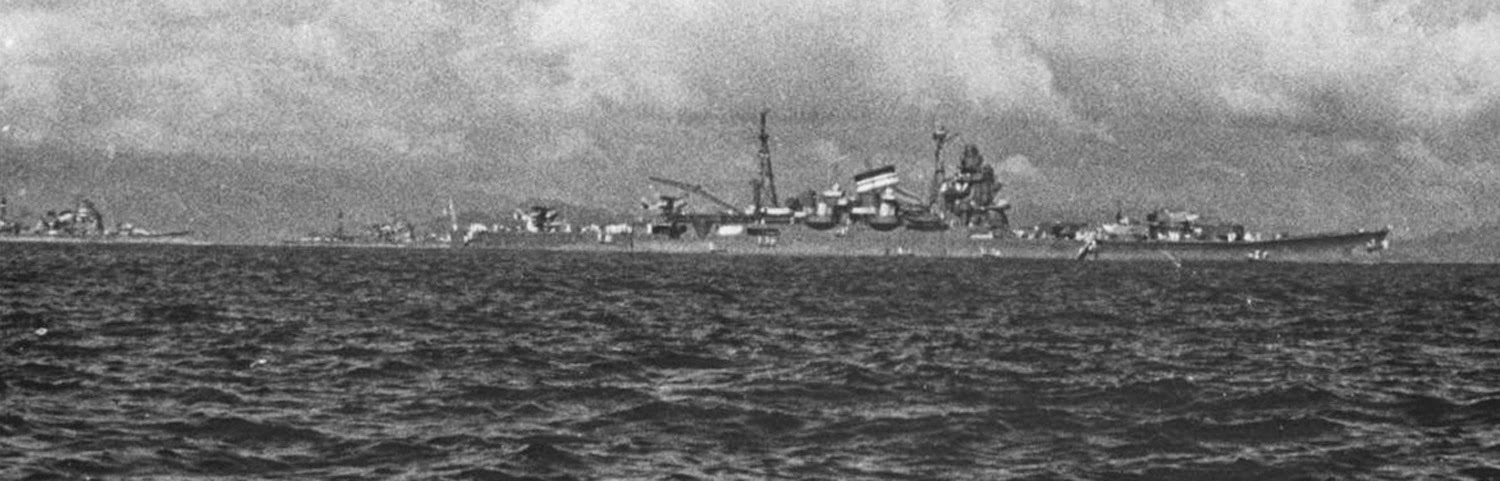
Крейсер «Тикума» в 1941 году

В преддверии войны 8-я дивизия крейсеров («Тикума» и «Тоне») под командование контр-адмирала Хироаки Абэ вошла в состав Ударного авианосного соединения (Кидо Бутай) под командованием адмирала Тюити Нагумо и приняла участие в атаке Пирл-Харбора. В этой операции крейсера типа «Тоне» впервые должен был быть использован по своему прямому назначению — осуществлять дальнюю разведку соединения. Гидросамолёты с «Тикума» и «Тоне» стали первыми японскими самолётами, появившимися 7 декабря 1941 года над островом Оаху. Они которые должны были уточнить расположение американских кораблей. В операции приняли участие два самолёта с «Тикума»: гидросамолёт E13A следил за состоянием погоды, а E8N проводил разведку стоянки американских линейных кораблей. На обратном пути «Тикума» сопровождал 2-ю дивизию авианосцев (Хирю и «Сорю») в рейде против острова Уэйк. Во время разведки остров зенитным огнём был подбит один гидросамолёт, пилоты которого были спасены.
Сопровождение Ударного авианосного соединения являлось основной задачей 8-й дивизии тяжелых крейсеров на всём первом этапе войны. Крейсер «Тикума» принял участие в операция по захвату Рабаула. 24 января самолёты с крейсера нанесли бомбовый удар по островам Адмиралтейства. В начале февраля крейсер принял участие в безуспешно попытке перехвата американского авианосного соединения незадолго до этого атаковавшего атолл Кваджалейн. Затем крейсера прикрывали японские авианосцы в рейде против порта Дарвин (Австралия).
После похода к австралийскому побережью, 8-я дивизия крейсеров приняла участие в захвате Явы. Во время этой операции крейсер «Тикума» неоднократно вводил в действие свою артиллерию. 1 марта 1942 года гидросамолёт крейсера обнаружил голландское судно «Моджокерто» (Modjokerto) водоизмещением 8806 тонн. Вечером того же дня оно было потоплено огнём тяжелых крейсеров «Тикума» и «Тоне» и эсминцев «Касуми» и «Сирануи» (2 дивизион эсминцев).
Вечером того же дня с «Тикума» был обнаружен американский эсминец «Эдсолл» (Edsall), по которому был открыт огонь из 203-мм орудий. Вскоре к «Тикума» присоединились второй крейсер дивизии и линейные корабли «Хиэй» и «Кирисима». В итоге состоялся возможно самый неравный бой в истории. Четыре японских тяжелых корабля выпустили по эсминцу в общей сложности 1335 снарядов (в том числе 297 14-дюймовых и 844 8-дюймовых), но не смогли нанести ему фатальных повреждений. Они даже позволили ему сблизится и произвести торпедную атаку на «Тикуму» и обстрелять его из устаревших 102-мм орудий. Потребовалась атака 26 пикирующих бомбардировщиков D3A, чтобы обездвижить американский корабль, после чего он был окончательно потоплен артиллерией «Тикумы».
4 марта крейсер «Тикума» потопил ещё одно голландское судно «Энгано» (Enggano), водоизмещением 5513 тонн, который до этого был повреждён гидросамолётом с тяжелого крейсера «Такао». 5 марта самолёты крейсера приняли участие в налёте на Чилачап.
После сражения в Яванском море, крейсера 8-й дивизии сопровождали японские авианосцы в ходе рейда в Индийский океан и атак портов Цейлона (Коломбо и Тринкомали). В этой операции самолёты крейсера не сыграли какой-либо значительной роли. После возвращения в Японию, «Тикума» был использован в неудачном преследовании американского авианосного соединения, совершившего первый авианалёт на Японские острова («рейд Дулиттла»)
В конце мая 8-я дивизия была вновь придана Ударному авианосному соединению, которое направлялось для удара по атоллу Мидуэй. В ходе операции гидросамолёты с «Тикума» активно использовались для разведки базы на Мидуэе и поиска американских кораблей. Несмотря на катастрофический исход боя, самолёты «Тикума» действовали эффективно. Один E13A смог обнаружить авианосец «Йорктаун» и навести на него японские самолёты с авианосцев. Тяжело повреждённый в ходе налётов американский корабль, 6 июня был вновь обнаружен гидросамолётами с «Тикумы», один из которых (E13A пилотируемый Хара Хисащи) продолжал наблюдение до тех пор, пока не погиб, полностью исчерпав топливо (возможно был сбит американским истребителем). Второй самолёт сообщил координаты «Йорктауна» японской подводной лодке I-168, которая в итоге потопила авианосец. Так, благодаря авиагруппе с «Тикумы», была одержана единственная победа в битве у Мидуэя. Сам крейсер безуспешно пытался прикрыть своей зенитной артиллерией авианосец «Хирю».
После разгрома у атолла Мидуэй, командующий японским флотом адмирал Ямамото опасался активизации действий американцев в районе Алеутских островов, поэтому туда были спешно направлены подкрепления, в том числе и оставшаяся «без работы» 8-я дивизия тяжелых крейсеров. Однако операция по захвату островов Кыска и Атту прошла без сопротивления противника и в начале июля крейсер «Тикума» вернулся на Японские острова.

### Кампания у Соломоновых островов
Летом 1942 года центр сражений войны на Тихом океане переместился в район Соломоновых островов, где развернулись ожесточённые бои за остров Гуадалканал. Крейсер «Тикума» вновь был назначен сопровождать и осуществлять дальнюю разведку возрождённого Ударного соединения в составе Передового отряда. На этот раз он был временно передан в 7-ю дивизию тяжелых крейсеров (командующий — адмирал Сёдзи Нисимура), в которую входили крейсера «Кумано» и «Судзуя».
В составе нового соединения «Тикума» 24 августа 1942 года принимал участие в бою у Восточных Соломоновых островов. Утром 24 октября сразу семь самолётов с крейсеров 8-й дивизии приняли участие в поиске американских кораблей. Гидросамолёту E13A с «Тикума» (пилот — энсин Фукуяма Казутоши в очередной раз сопутствовал успех: днём ему удалось обнаружить на американские авианосцы «Энтерпрайз» и «Саратога». Сам японский самолет был сбит, но успел навести на американское соединение ударную авиагруппу. В ходе атаки «Энтерпрайз» был сильно повреждён и японский командующий принял решение догнать и уничтожить его силами тяжелых крейсеров. Гидросамолёты «Тикума» активно использовались в поисках, но безуспешно.

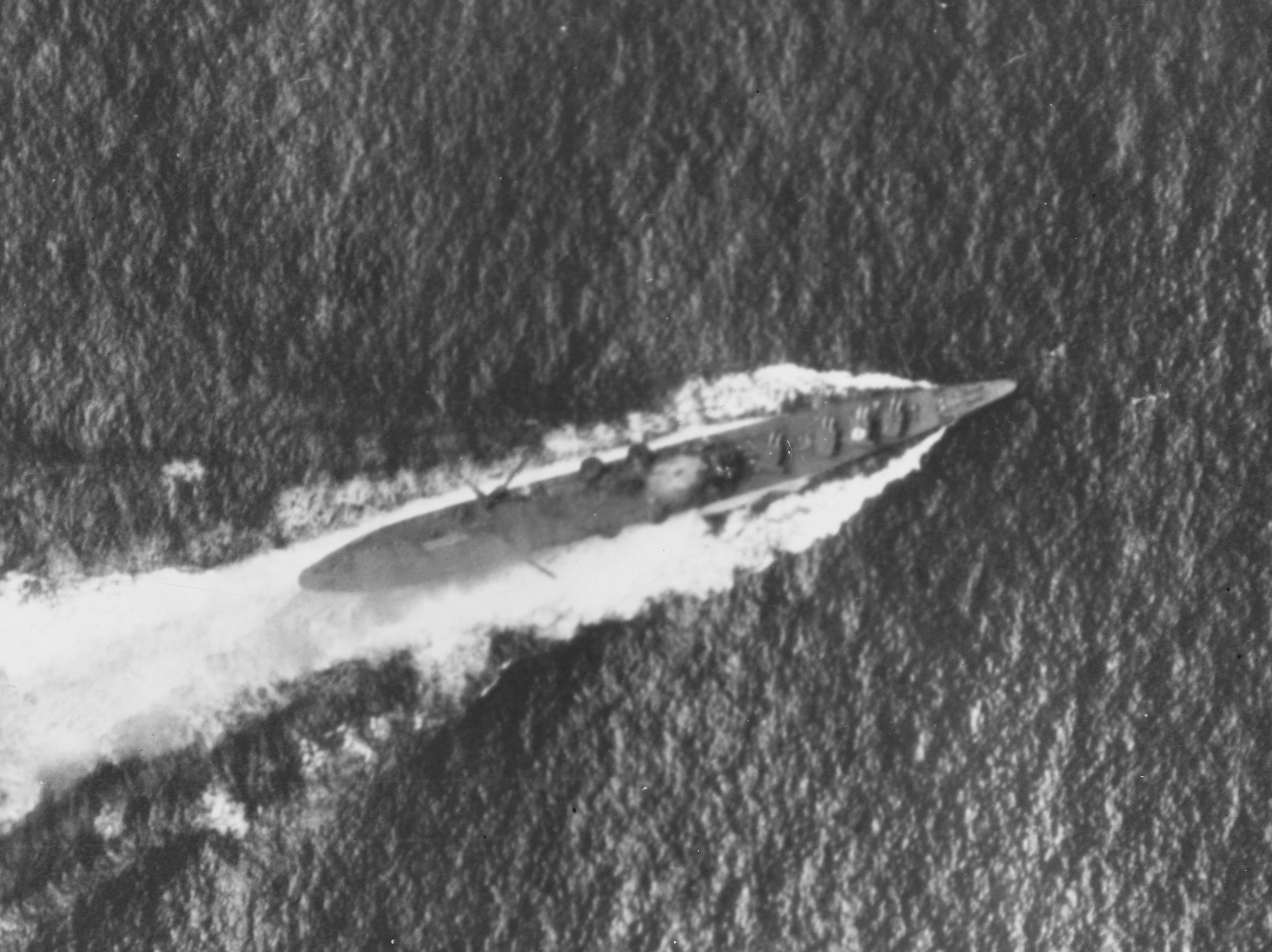
Крейсер «Тикума» после попадания бомбы в бою у Санта-Крус

26 октября крейсер вновь вступил в бой, приняв участие в бою у островов Санта-Крус. На этот раз 8-я дивизия снова действовала совместно в составе Передового отряда Ударного авианосного соединения. На этот гидросамолёты «Тикума» не смогли оказать большой помощи в бою, а сам корабль был повреждён в ходе налёта второй волны американских самолётов с авианосца «Хорнет». Около 9 утра 9 пикирующих бомбардировщиков SBD-3 Downtless (эскадрилья VB-8) атаковали крейсер, добившись двух попаданий. Две 454-кг бомбы попали в носовую надстройку, были затоплен два котельных отделения левого борта. Благодаря своевременным действиям команды, сбросивших за борт торпеды, далось избежать гибели корабля, так как одна из бомб разорвалась в торпедном отделении. Вскоре крейсер был атакован тремя «Даунтлессами» с «Энтерпрайза». Одна бомба, попавшая в кормовую часть, уничтожила один из гидросамолётов и разрушила катапульту. Несколько близких разрывов причинили дополнительные повреждения корпусу. На корабле погибли 190 человек и 154 было ранено, в том числе и командир корабля — капитан 1-го рана Кейдзо Комура. Тем не менее, корабль своим ходом, в сопровождении эсминцев «Уракадзе» и «Таникадзе», дошёл до базы на острове Трук. Там был произведён первичный ремонт и крейсер отправился в Куре, где ремонтировался весь декабрь 1942 года

### Кампания 1943 года
После ожесточенных боев и больших потерь в районе Соломоновых островов, японский флот резко ограничил свою активность, готовясь к решающим схваткам в оборонительных сражениях. Так как авианосные соединения весь 1943 годы совершали лишь небольшие выходы в море, «Тикума» всю первую половину года не принимал участие в боях, лишь однажды ненадолго посетив передовую базу на острове Трук. В июле 1943 г. корабль в составе соединения боевых кораблей доставил в Рабаул подкрепления. Во второй половине года японцы активизировали использование своих тяжелых крейсеров, пытаясь перехватывать ими американские соединения. На этот раз корабли 8-ю дивизии было решено использовать в качестве артиллерийских кораблей наравне с остальными тяжелыми крейсерами. Так во второй половине сентября «Тикума» в составе крейсерского соединения принимал участие в засаде у атолла Эниветок. Японское командование рассчитывало, что именно там будет нанесён очередной удар после атаки американских авианосцев против островов Гилберта. Однако операция прошла безрезультатно.

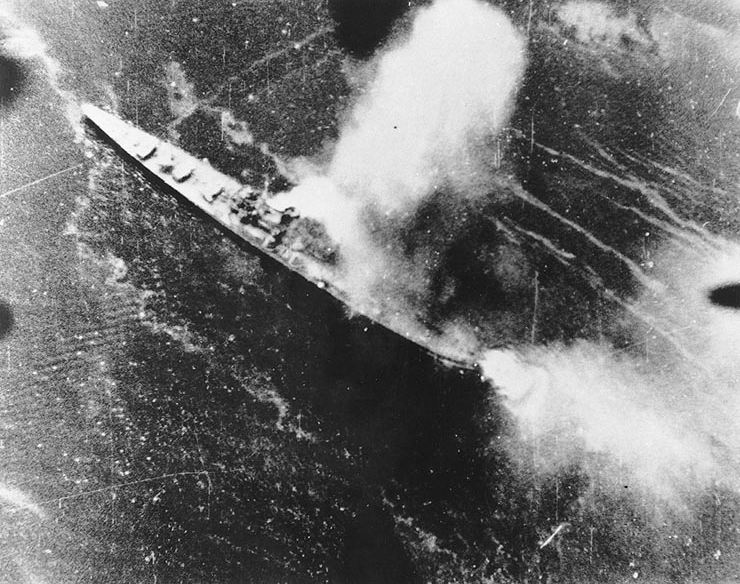
Крейсер «Тикума» под атакой американских самолётов в бухте Рабаул. 7 ноября 1943 года

 Через месяц крейсер в составе ударной группы тяжелых крейсеров вновь вышел к атоллу Эниветок, на это раз как реакция на атаку американцами островов Уэйк. Но и эта операция не привела к встрече с противником. Однако третья попытка перехватить американские авианосцы завершилась крупным поражением. 5 ноября «Тикума» в составе отряда из семи тяжелых крейсеров прибыл в Рабаул для участия в атаке на американские корабли в районе острова Бугенвиль. Но их прибытие было вскрыто разведкой противника и 7 ноября по Рабаулу был нанесен мощный авиаудар самолётами с авианосцев «Саратога» и «Принстон». Все тяжелые крейсера получили повреждения различной степени тяжести. «Тикума» пострадал меньше всех от близких разрывов и уже на следующий день своим ходом покинул базу, вернувшись на Трук. В конце ноября 1943 года «Тикума» и другие крейсера вновь выходил к атоллам Эниветок, Кваджалейн и Уодж, надеясь перехватить американские десанты, которые незадолго до этот захватили острова Гилберта. Как и предыдущие попытки походы завершились неудачей — японцам не удалось перехватить ни одного американского соединения.

### Походы 1944 года
Потери в кораблях привели к реорганизации японского флота. 1 января 1944 года была расформирована 8-я дивизия тяжелых крейсеров и «Тикума» был включен в состав 7-й дивизии (кроме него в неё входили «Судзуя», «Кумано» и «Тоне»). В феврале японское командование предприняло рейд тяжелых крейсеров в Индийский океан. «Тикума» и «Тоне», благодаря своим разведывательным возможностям, лучше всего подходили для этой операции. Однако рейд завершился после того как 9 марта близ Кокосовых островов японцы потопили английский пароход «Бихар» (Behar), водоизмещением 7840 тонн. Опасаясь, что крейсера будут перехвачены превосходящими силами, командование приказало им вернуться в Сингапур. Это была последняя попытка использования надводных кораблей против судоходства союзников со стороны японцев.
Теперь все надежды японского командования были связаны с решающим сражением против американского флота. По плану командования, основные силы японского флота должны были вступить в бой, в случае атаки американцев против Марианских островов. Вместе с наземной авиацией, самолёты с 9 авианосцев должны были нанести сокрушительный удар по противнику, после чего тяжелые артиллерийские корабли планировалось использовать для преследования отступающего врага. «Тикума» вместе с 7-й дивизией входил в состав Авангардного соединения под командованием вице-адмирал Такэо Куриты. На этот раз крейсер должен был использоваться исключительно как артиллерийский корабль.
В ходе сражения у Марианских островов, 19 июня японская палубная авиация была почти полностью уничтожена в мало результативных атаках американских соединений. В ходе ответного удара палубной авиации и атак подводных лодок ядро японцы потеряли потопленными и повреждёнными большинство своих авианосцев (3 потоплено и 4 повреждено). Гибель большинства японских пилотов фактически поставило крест на японской палубной авиации. «Тикума» в ходе осуществлял противовоздушную оборону соединения, не получив повреждений.

### Бой у острова Самар и гибель

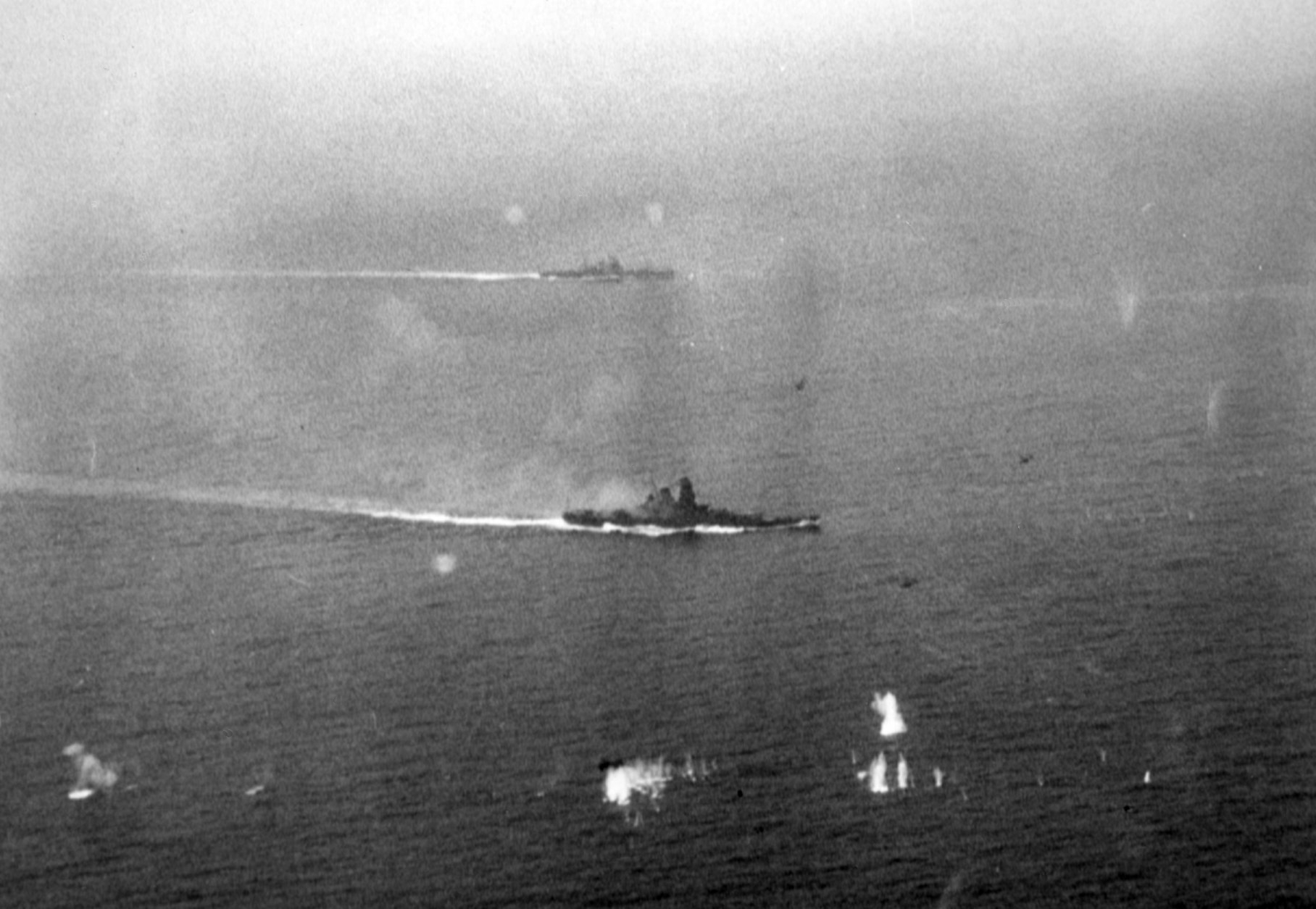
Крейсер «Тикума» на заднем плане и линейный корабль «Ямато» под атаками американских истребителей в бою у острова Самар

Осенью 1944 года состоялось крупнейшее морское сражение на Тихом океане. После высадки американцев на остров Лейте, японское командование бросило в бой почти все наличные силы. 7-я дивизия тяжелых крейсеров вошла в состав Первого ударного (или «Центрального») соединения японского флота под командованием адмирала Куриты. Его задачей была атака десантных сил противника в заливе Лейте, в то время как главные силы американского флота будут отвлечены борьбой с «Северным» и «Южным» соединениями.
По пути к намеченной цели соединение неоднократно подвергалось атакам в море Сибуян, однако «Тикуме» удалось избежать повреждений. 25 октября соединение вышло в Филиппинское море и у острова Самар атаковало соединение американских эскортных авианосцев в охранении эсминцев. В ходе сражения американцы задействовали всю доступную авиацию с 6 эскортных авианосцев, в то время как японский флот обрушил всю мощь своей артиллерии.

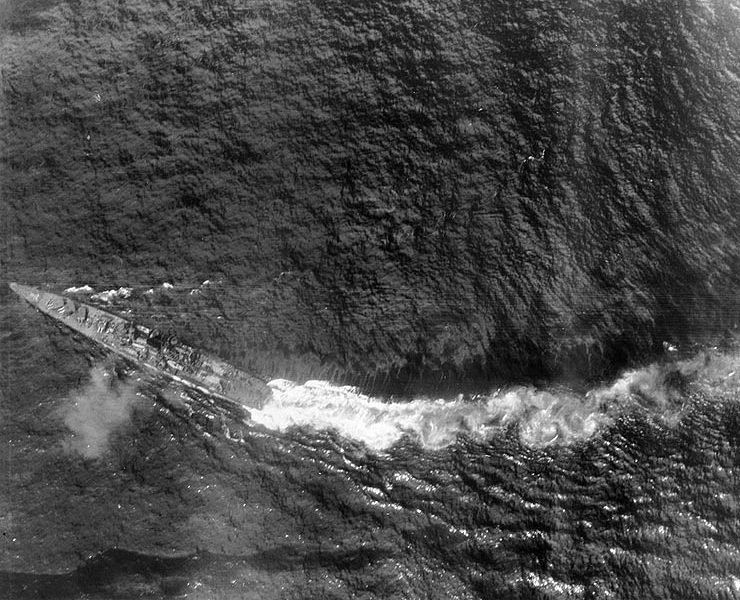
Крейсер «Тикума» в бою у острова Самар после попадания первых торпед

Крейсер «Тикума» принял активное участие в бою и, скорее всего, внёс решающий вклад в потопление авианосца «Гэмбиер Бэй». Кроме того он нанес повреждения эсминцам «Хеерманн» и «Семюэль Л. Робертс», который позже затонул. Однако около 9.00 крейсер получил попадание с торпедоносца TBM «Эвенджер» (пилот Ричард Дейчман) с эскортного авианосца «Манила Бэй». Попадание торпеды привело к снижению хода и потере управляемости. В 11.00 два новых попадания торпед самолётов с эскортного авианосца «Киткен Бэй» привели к затоплению машинного отделения и остановке корабля.
К этому времени, японский флот уже отступал назад. Днём, примерно в 14.00, обездвиженный корабль был атакован самолётами с эскортных авианосцев «Оммани Бэй» и «Натома Бэй». Ещё два попадания торпед поставили крест на попытках спасти корабль. Оставшийся в живых экипаж был снят эсминцем «Новаки». Он же, торпедировав крейсер, отправил его на дно 11°22′ с. ш. 126°16′ в. д.. Однако сам эсминец «Новаки» в ночь на 26 октября был настигнут и потоплен американскими крейсерами вместе со всем экипажем и спасенными моряками «Тикума».
Тяжелый крейсер был исключен из списков флота лишь 20 апреля 1945 года.

## Командиры
- 18.5.1938 — 1.11.1938 капитан 1 ранга (тайса) Томэкити Рюдзаки (яп. 龍崎留吉);
- 1.11.1938 — 20.5.1939 капитан 1 ранга (тайса) Саитиро Томонари (яп. 友成佐市郎)[4];
- 20.5.1939 — 20.10.1939 капитан 1 ранга (тайса) Хидэхико Нисио (яп. 西尾秀彦)[5];
- (исполняющий обязанности) 20.10.1939 — 15.11.1939 капитан 1 ранга (тайса) Тэйдзо Хара (яп. 原鼎三)[6];
- 15.11.1939 — 1.11.1940 капитан 1 ранга (тайса) Синтаро Хасимото (яп. 橋本信太郎)[7];
- 1.11.1940 — 11.8.1941 капитан 1 ранга (тайса) Гундзи Когурэ (яп. 小暮軍治)[8];
- 11.8.1941 — 10.11.1942 капитан 1 ранга (тайса) Кэйдзо Комура (яп. 古村啓蔵)[9];
- 10.11.1942 — 20.1.1943 капитан 1 ранга (тайса) Цуто Араки (яп. 荒木伝)[10];
- 20.1.1943 — 7.1.1944 капитан 1 ранга (тайса) Кадзуэ Сигэнага (яп. 重永主計)[11];
- 7.1.1944 — 25.10.1944 капитан 1 ранга (тайса)[прим. 2] Сайдзи Норимицу (яп. 則満宰次)[12].